# Megueb
Megueb (en rus: Мегеб) és un poble del Daguestan, a Rússia, que el 2019 tenia 733 habitants. Pertany al districte rural de Gunib.